# نينا (لاعب كرة قدم)
أولافو رودريغز باربوسا (بالبرتغالية: Olavo Rodrigues Barbosa‏) أو كما يُعرف باسم الشهرة نينا مواليد 11 يوليو 1923 في بورتو أليغري - الوفاة 17 نوفمبر 2010 في غويانيا، كان لاعب كرة قدم برازيلي كان يلعب في مركز الدفاع. سبق له أن لعب في كأس العالم لكرة القدم مع منتخب بلاده في مونديال 1950.

## المسيرة الاحترافية

### أندية لعب لها
- نادي إنترناسيونال
- جمعية بورتوغيزا الرياضية

## روابط خارجية
- نينا على موقع الاتحاد الدولي (مؤرشف)  (الإنجليزية)
- نينا على موقع قاعدة بيانات كرة القدم.إي يو (الإنجليزية)
- نينا على موقع ناشيونال فوتبول تيمز (الإنجليزية)
- نينا على موقع Soccerway.com (الإنجليزية)
- نينا على موقع عالم كرة القدم.نت (الإنجليزية)